# 35229 Бенкерт
35229 Бенкерт (35229 Benckert) — астероїд головного поясу, відкритий 24 березня 1995 року.
Тіссеранів параметр щодо Юпітера — 3,572.